# 陳懋源
陳懋源（1436年—？），字懋源，福建興化府莆田縣人，民籍，明朝政治人物。進士出身。

## 生平
早年出身國子生，福建鄉試第六十七名。成化十一年（1475年）乙未科會試第一百十四名，殿試登進士第三甲第一百名。

## 家族
曾祖父陳子正。祖父陳逢吉。父亲陳孔珣。